# Noor Alam
Noor Alam, född 5 december 1929 i Talagang, död 30 juni 2003, var en pakistansk landhockeyspelare.
Alam blev olympisk guldmedaljör i landhockey vid sommarspelen 1960 i Rom.